# شيكو (لاعب كرة قدم برتغالي)
شيكو (18 سبتمبر 1981 في البرتغال - ) هو لاعب كرة قدم برتغالي في مركز الهجوم. لعب مع نادي ريبيراو ونادي فارزيم وديسبورتيفو تروفينسي ونادي فاماليساو وA.D. Os Limianos ‏ ونادي فارول كونستانتسا ونادي تشافيس.

## وصلات خارجية
- شيكو على موقع قاعدة بيانات كرة القدم.إي يو (الإنجليزية)
- شيكو على موقع Soccerway.com (الإنجليزية)